# Xylotrechus subdepressus
Xylotrechus subdepressus là một loài bọ cánh cứng trong họ Cerambycidae.